# Resolució 651 del Consell de Seguretat de les Nacions Unides
La Resolució 651 del Consell de Seguretat de les Nacions Unides, adoptada per unanimitat el 29 de març de 1990, després de recordar les resolucions 598 (1987), 619 (1988), 631 (1989) i 642 (1989), i havent examinat un informe del Secretari General Javier Pérez de Cuéllar sobre el Grup d'Observadors Militars de les Nacions Unides per Iran i Iraq, el Consell va decidir:
(a) convocar tant a l'Iran com a Iraq per aplicar la Resolució 598;
(b) renovar el mandat del Grup d'Observadors Militars de les Nacions Unides per Iran i Iraq per un altre període de sis mesos fins al 30 de setembre de 1990;
(c) demanar al Secretari General que informi sobre la situació i les mesures adoptades per aplicar la Resolució 598 al final d'aquest període.